# Johann Sigismund von der Heyden
Johann Sigismund Freiherr von der Heyden (* 2. Mai 1656 in Hovestadt; † 29. Januar 1730 in Wesel) war preußischer General der Infanterie, Gouverneur von Wesel und Herr zu Ootmarsum.

## Leben

### Herkunft
Johann Sigismund war der Sohn von Oberstleutnant Gottfried von Heyden († 25. Januar 1670), Herr zu Burg Schönrath und Börke, und dessen Ehefrau Odilia, geborene von Kettler († 15. Februar 1670). Er ist nicht zu verwechseln mit Johann Siegmund von Heyden.

### Militärkarriere
Am 5. September 1679 wurde Heyden Johanniterritter. Am 8. Februar 1689 wurde er Oberst beim Regiment „Alt-Holstein“ und nahm 1689/97 während des Pfälzischen Erbfolgekrieges an den Schlachten bei Fleurus, Neerwinden und Steenkerke. Bereits während des Krieges am 17. Juli 1693 zum Generalmajor befördert, wurde Heyden 1697 Chef einer Freikompanie. Diese führte er im Feldzug 1702/13 gegen Frankreich in den Belagerungen von Bonn und Kaiserswerth sowie in der Schlacht bei Malplaquet.
Heyden wurde 1714 Chef des Regiments „Trossel“ zu Fuß. Am 25. Mai 1715 wurde er zum General der Infanterie ernannt und im gleichen Jahr auch zum Ritter des Schwarzen Adlerordens geschlagen.
Seit 1719 war er auch Gouverneur von Wesel, wo er 1730 starb. Im Jahre 1713 nahm er auch die Huldigung des Rates der neuen preußischen Provinz Geldern entgegen.

### Familie
Heyden war seit dem 19. September 1692 mit Maria Louise Freiin von Diepenbrock (* 29. August 1671; † August 1750) verheiratet. Das Paar hatte folgende Kinder:
- Friedrich Johann Sigismund, (* 3. Oktober 1696; † 1769), Drost von Twente 1754 bis 1769 ⚭ 14. Oktober 1728 Eleonora Henrietta Mauritia von Hompesch (* 1700; † 18. August 1730) → Linie Heiden-Hompesch
- Alexander Carel (* 28. Mai 1709; † 20. Februar 1776) ⚭ 28. August 1737 Esther Susanne Marie de Jaussaud (* 19. Februar 1718; † 1779)
- Anna Dorothea Christina Albertina (* 26. Dezember 1693)

⚭ 20. Februar 1729 Hendrik Jacob von Nagell (* 1695; † 10. März 1742)
⚭ 19. März 1748 Hermann Otto Freiherr von Ferssen, Major der Kavallerie  († 1757)
⚭ 10. Februar 1762 Matthias Michael von Radzitsky († 1764)
- Amalia Louise (* 4. März 1697) ⚭ Emanuel Johann Wilhelm von Hompesch (Walburgh)
- Casimir Wilhelm (* 15. November 1701; † 24. März 1759), preußischer Oberst[3]
- Johanna Christina Charlotte Louise (* 15. September 1705; † 7. April 1792)[4] ⚭ Generalleutnant Konrad Heinrich von der Groeben (1683–1746)
- Hermina Charlotte (* 3. Februar 1699) ⚭ 28. Februar 1726 Wilhelm Albrecht Johann Carl Friedrich von Quadt-Huchtenbruck zu Gartrop († 1758), Witwer von Sophia Albertina von Wylich und Lottum.
- Otto Ludwig (1712–1714)